# Susanne Grobien

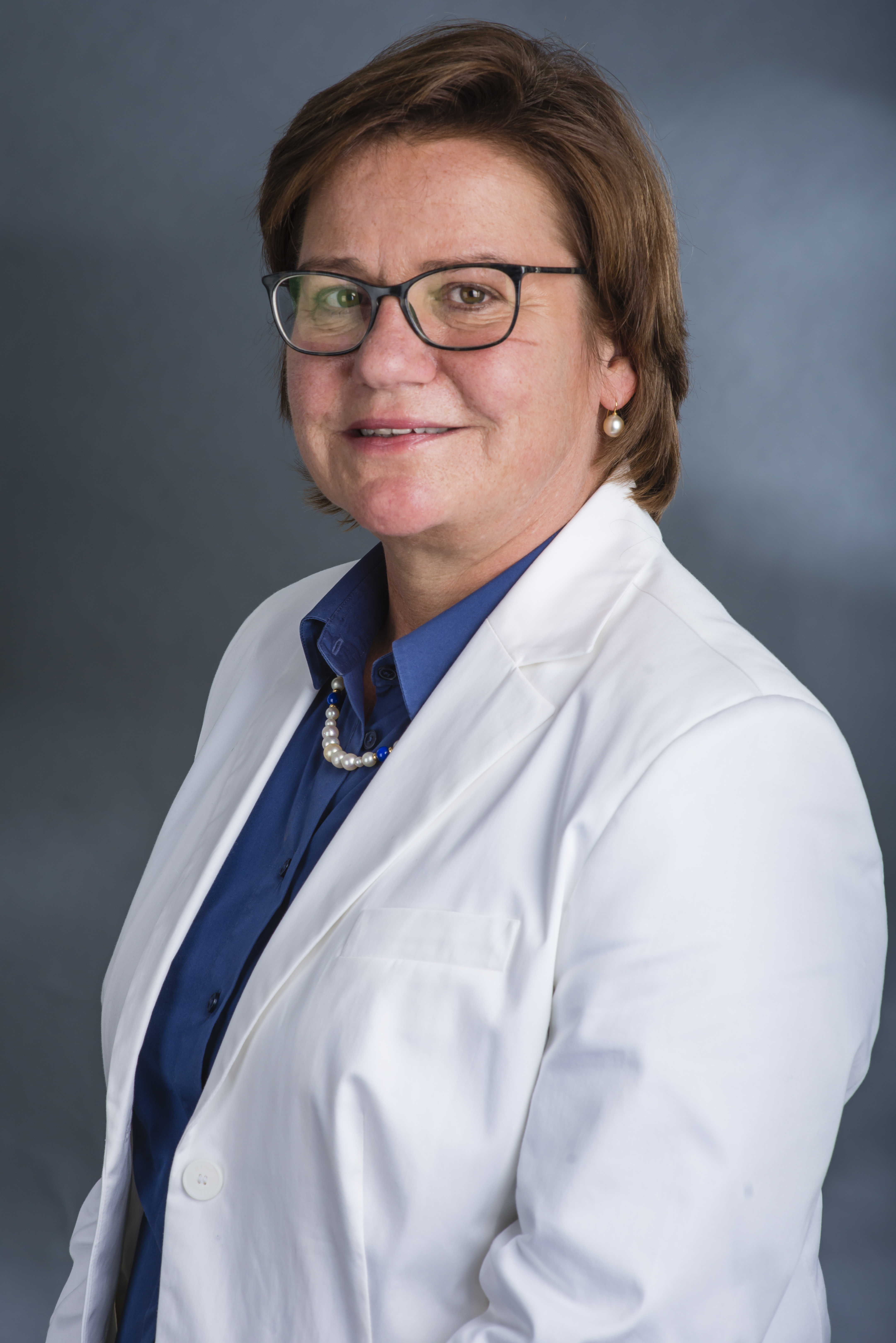
Susanne Grobien 2015

Susanne Grobien (* 28. Oktober 1960 in Bremen) ist eine Bremer Politikerin (CDU) und seit 2011 Mitglied der Bremischen Bürgerschaft.

## Biografie

### Familie, Ausbildung und Beruf
Grobien schloss das Kippenberg-Gymnasium in Bremen 1979 mit dem Abitur ab. Von 1979 bis 1981 erfolgte eine Ausbildung zur Bankkauffrau bei der Sparkasse Bremen. Von 1981 bis 1986 studierte sie Volkswirtschaftslehre (VWL) an der Ludwig-Maximilians-Universität München (LMU).
Sie arbeitete von 1986 bis 1988 als kaufmännische Angestellte bei der Bayer AG Leverkusen. Von 1990 bis 1991 war sie Mitglied der Geschäftsleitung der Leschaco Unternehmensgruppe in Bremen. Von 1994 bis 1995 und von 1998 bis 2008 war sie Projektleiterin bei der Wirtschaftsförderung Bremen (WFB) für Bremen-Nord und dann für die Innenstadt. Von 1995 bis 1998 war sie persönliche Referentin von Senator Hartmut Perschau (CDU) im Wirtschaftsressort und dann im Finanzressort.
Von 2008 bis Juni 2015 war sie Landesgeschäftsführerin des Wirtschaftsrats der CDU e.V., Landesverband Bremen.
Sie ist verheiratet, hat ein Kind und wohnt in Bremen-Schwachhausen.

### Politik
Grobien ist seit 1998 Mitglied der CDU. Sie ist seit 2008 Vorsitzende des CDU-Stadtbezirksverbands Schwachhausen und war von 2001 bis 2011 und ist seit 2015 wieder Beisitzerin im Landesvorstand der CDU Bremen.
Sie war Mitglied im Beirat des Stadtteils Bremen-Schwachhausen und von 2007 bis 2011 Sprecherin der CDU-Beiratsfraktion.
Seit Beginn der 18. Wahlperiode ist sie seit dem 8. Juni 2011 Mitglied der Bremischen Bürgerschaft. Am 10. Mai 2015 wurde sie erneut in die Bremische Bürgerschaft gewählt und ist seitdem Vorsitzende des Ausschusses für Wissenschaft. Medien, Datenschutz und Informationsfreiheit und des Fraktionsarbeitskreises für Bildung. Außerdem ist Grobien die Beiratsbetreuerin in Schwachhausen und Sprecherin der CDU-Fraktion für Wissenschaft, Verbraucherschutz, Datenschutz, Informationsfreiheit und Europa.

In der Bremischen Bürgerschaft ist sie vertreten im Ausschuss für Integration, Bundes- und Europaangelegenheiten, internationale Kontakte und Entwicklungszusammenarbeit, im Petitionsausschuss (stellvertretendes Mitglied), im Gleichstellungsausschuss (stellvertretendes Mitglied), im Landeshafenausschusses (stellvertretendes Mitglied) und in der
Deputation für Gesundheit und Verbraucherschutz (Stadt), Deputation für Kultur.
Sie ist aktuell Mitglied des Fraktionsvorstandes und Sprecherin für Hafen- und für Wissenschaftspolitik der CDU-Fraktion.

## Ehrenamtliches Engagement
- Stellvertretende Vorsitzende der Bürgerstiftung Bremen
- Stellvertretende Vorsitzende im Vorstand der Bremische Schwesternschaft vom Roten Kreuz